# Voo Air New Zealand 24
O Voo Air New Zealand 24 foi sequestrado na pista do Aeroporto Internacional de Nadi, Fiji, em 19 de maio de 1987. O voo operado por um Boeing 747-200, estava fazendo uma parada programada para reabastecimento durante a rota de Tóquio-Narita a Auckland. O sequestrador embarcou na aeronave e manteve os três tripulantes como reféns, ameaçando explodir a aeronave, a menos que o primeiro-ministro fijiano deposto, Timoci Bavadra, e seus 27 ministros que estavam sob prisão domiciliar fossem libertados. A tripulação conseguiu dominar o sequestrador e entregá-lo à polícia local. Não houve feridos ou mortes relatadas, e a aeronave nunca saiu da pista.

## Sequestro
O voo TE24 estava a caminho de Auckland, vindo de Tóquio, quando fez uma parada programada para reabastecimento em Nadi. O TE24 estava parado na pista reabastecendo quando Ahmjed Ali, armado com explosivos de dinamite de uma mina de ouro, embarcou na aeronave. Ahmjed Ali, então com 37 anos, um indiano que trabalhava para os Serviços de Terminal Aéreo, entrou na cabine de comando e disse ao capitão que estava carregando dinamite e explodiria a aeronave se suas exigências não fossem atendidas.
Usando o rádio do avião, ele exigiu a libertação do primeiro-ministro fijiano deposto, Timoci Bavadra, e de seus 27 ministros que estavam sob prisão domiciliar pelo líder rebelde, o tenente-coronel Sitiveni Rabuka nos golpes de estado nas Fiji em 1987. Ali também pediu um voo para a Líbia.
Todos os 105 passageiros e 21 dos 24 tripulantes desembarcaram. O capitão Graham Gleeson, o engenheiro de voo Graeme Walsh e o primeiro oficial Michael McLeay permaneceram com Ali na cabine. Por seis horas, Ali conversou com parentes na torre Nadi e com os negociadores da Air New Zealand em Auckland.
Por volta das 13h, enquanto Ali estava distraído com o rádio, o engenheiro de voo Walsh o atingiu com uma garrafa de uísque. Os membros da tripulação conseguiram dominar Ali e entregaram-no à polícia local. Ele recebeu pena suspensa por levar explosivos a uma aeronave.